# Институция
Институцията е установена форма на действие, организирано според общоприети принципи на поведение, която управлява важни области от обществения живот и която остава трайна във времето.
Институциите са задължителни за обществения живот, тъй като правят възможно колективното действие, координират моделите на поведение, ограничават конфликтите, улесняват решаването им и така правят социалното взаимодействие по-предсказуемо. Те поддържат социалния ред, като осигуряват на участниците в публичния живот необходимите познавателни и нормативни ориентации. Дават яснота на хората относно това, какво се очаква от тях в различни ситуации, и така играят социализираща роля. Институциите регулират разпространението и достъпа до различни социално значими ценности като здраве, мир, власт, знания, образование и др. Те смекчават конфликтите, свързани с тях, като осигуряват ориентации на участниците и моделират предпочитанията им. Правилата и поведенческите практики, които изграждат институциите, са усвоени и приети не само от участниците, но са признати и очаквани от външни за конкретното социално действие.

## Произход на думата
В българския думата навлиза през немския: die Institution (1864). Произходът ѝ е латински – īnstitūtiō, „разпореждане“.

## Видове институции
Институциите се делят на формални (официални) и неформални.
- Официалните институции са основани на писани правила, които предписват конкретни роли на участниците в социалното действие, като тези, които ги изпълняват, са преминали през институции за специална подготовка или са били избрани, посочени и т.н., за да упражняват тези роли. Формални институции са съдът, училището, политическите партии и пр.

- Неформалните институции са правила, присъщи за дадена култура, които въпреки че не са изрично вписани или инкорпорирани в правото, играят роля на мерило и описват „правилното“ поведение. Те може и да не са напълно осъзнати от участниците в действието като такива правила. Пример за неформални институции са начинът на хранене и обличане в дадено общество, отношението към мъжете и жените и т.н. Институциите не само спомагат за гладкото функциониране на обществения живот, но и създават чувство на стабилност, доверие, идентичност и съгласие между тези, които споделят общи институционални условия.